# Ron McClure
Ronald Dix McClure (New Haven, 22 november 1941) is een Amerikaanse jazzcontrabassist en componist.

## Biografie
McClure speelde op 5-jarige leeftijd eerst piano en daarna ook accordeon. In de schoolband wisselde hij naar de contrabas. De verdere opleiding gebeurde aan het conservatorium en aan de University of Connecticut en werd gecompleteerd door een privéstudie bij Hall Overton en Don Sebesky. Via Mike Mainieri kwam McClure in het sextet van Buddy Rich. Later werkte hij met Maynard Ferguson, Herbie Mann, Don Friedman, Marian McPartland (1965/66) en Wynton Kelly. Begin 1967 wisselde hij naar het kwartet van Charles Lloyd, met wie hij ook toerde door West- en Oost-Europa.
In 1968 speelde hij met John Handy en nam hij op met Jerry Hahn, Daarna formeerde hij met Mike Nock en Michael White de band The Fourth Way, waarmee hij ook optrad tijdens het Newport Jazz Festival. Verder was hij betrokken bij de opname van Escalator over the Hill en werkte hij met Joe Henderson, Dionne Warwick, Gary Burton, Thelonious Monk, Keith Jarrett en Tony Bennett. Tussen 1974 en 1976 was hij lid van Blood, Sweat & Tears. Tijdens deze periode was hij ook betrokken bij de opname van Silence van Michael Mantler. Vervolgens speelde hij bij Jack DeJohnette, Dave Liebman, Attila Zoller en George Russell. Midden jaren 1980 werkte hij bij Al Di Meola, Michel Petrucciani en Paul Bley.
Met Richie Beirach en Adam Nussbaum vormde McClure eind jaren 1980 een trio, dat deels werd uitgebreid met John Abercrombie. Sinds de jaren 1990 kwamen naast het werk met eigen bands en Quest ook projecten met Karlheinz Miklin en Fritz Pauer, Randy Brecker, Lee Konitz, Richie Beirach en Rick Margitza.

## Discografie
- 1989: Ron McClure Trio: Yesterday’s Tomorrow (EPC, met John Abercrombie, Aldo Romano)
- 1996: Ron McClure Quartet: Pink Cloud (Naxos Jazz) met Rick Margitza, Jon Davis, Jeff Williams
- 1999: Ron McClure Sextet: Double Triangle (Naxos Jazz) met Tim Hagans, Conrad Herwig, Richard Perry, Marc Copland, Billy Hart
- 2012: Crunch Time: Introducing Gabe Terracciano, Mike Eckroth, Shareef Taher (SteepleChase Records)